# Моховое Озеро (Караидельский район)
Мохово́е Озеро — упразднённая в 1986 году деревня Урюш-Битуллинского сельсовета Караидельского района Башкирской АССР.

## География
На десятиверстной карте Уфимской губернии 1912 года обозначена к северо-западу от селения Хорошаевка.
По данным справочника административно-территориального деления Башкирской АССР на 1 июня 1952 года д. Моховое Озеро находилась в 26 км от райцентра села Байкибашево, в 5 км от центра сельсовета — с. Хорошаево и в 101 км от железнодорожной станции Щучье Озеро.

## История
В 1952 году д. Моховое Озеро входила в Хорошаевский сельсовет Байкибашевского района.
Исключена из учётных данных Указом Президиума Верховного Совета Башкирской АССР от 12.12.1986 N 6-2/396 «Об исключении из учётных данных некоторых населенных пунктов».

## Инфраструктура
Личное подсобное хозяйство.

## Транспорт
Просёлочная дорога из селения Дубровка.